# Carl Ståhle
Carl Peter Anders Kåse Ståhle, född 5 mars 1970 i Gent i Belgien, är en svensk politiker aktiv inom Miljöpartiet, som kandiderar till manligt språkrör 2023. Han är sedan 2018 verksam som digitaliseringsexpert på Sveriges Allmännytta.

## Biografi
Carl Ståhle är uppvuxen i Göteborg. Han är utbildad arkitekt vid Kungliga Tekniska högskolan i Stockholm (1994–1998) samt vid Escuela Tecnica Superior de Arquitectura de San Sebastián i Spanien (1996–1997) och Architectural Association School of Architecture i London (1992–1994). I sitt yrkesliv har han främst jobbat inom IT- och mediebranschen med bostäder och samhällsbygge. Sedan 2018 är han digitaliseringsexpert hos Sveriges Allmännytta.

## Politisk karriär
Ståhle kandiderade i Miljöpartiets språkrörsval 2023 där han fick 0,8% av rösterna, minst av alla kandidater på kongressen. Han kandiderade till riksdagen för Miljöpartiet i Region Stockholm under valet 2018 samt 2022. Ståhle blev utsedd till tillgänglig ersättare i Sveriges riksdag 2022, men tjänstgjorde aldrig. Ståhle valdes in som styrelseledamot i Miljöpartiets nationella klimatnätverk 2021 där han bland annat lett arbetet med att beräkna Miljöpartiets Klimatfärdplan. Han har varit aktiv lokalpolitiker för Miljöpartiet sen 2015, var ordförande för MP Mälaröarna (Ekerö) 2017 - 2019  och har haft en rad olika politiska uppdrag inom Ekerö kommun fram till 2022.  
Under 2017 jobbade han som landstingsrådssekreterare i Region Stockholm då Stockholms läns landsting. 
Ståhle har även varit engagerad i Junilistan i samband med EU-valet 2004. Till riksdagsvalet 2006 var han listad för Junilistan i Stockholm stads valkrets.